# Протокол МРТ1327
Транкінговий протокол МРТ 1327 є відкритим протоколом і в наш час[коли?] обладнання цього стандарту випускає велика кількість незалежних виробників, що сприяє постійному розвитку і вдосконаленню цієї системи.

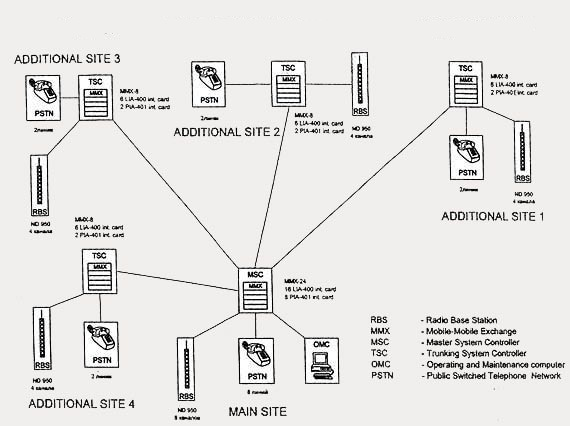

За багатьма параметрами, які є часом головними для відомчих, корпоративних мереж, системи зв'язку на базі протоколу МРТ 1327 перевершують функціональні можливості стільникових мереж. Наприклад, велика дальність зв'язку, що часто є одним з головних вимог корпоративних клієнтів, можливість створення груп, мінімальний час доступу до системи, мінімальний час встановлення зв'язку, динамічна перегрупування і т. д. Абонентське обладнання, що використовується в мережах МРТ 1327, має набагато більший ресурс і високу надійність.
Простіші системи транкінгового зв'язку, наприклад Smartrunk поступаються системам протоколу МРТ 1327, оскільки призначені для здійснення індивідуальних викликів і виходу в ТМЗК, а не для оперативного (групового) технологічного зв'язку. У багатоканальних системах Smartrunk час встановлення зв'язку тривалий і не нормований, відсутні міжсайтові зв'язки, таким чином, можливості використання системи для вирішення оперативних завдань сильно обмежені.
Транкінгові системи МРТ 1327 є системами з виділеним каналом керування. За допомогою контрольного каналу всі абонентські станції системи мають постійний зв'язок з базовою станцією. Для спільного використання контрольного каналу великою кількістю радіостанцій використовується протокол випадкового доступу, що виключає конфлікти при одночасних запитах. Наявність в системі МРТ 1327 постійного контрольного каналу забезпечує малий час встановлення зв'язку (типово 0,5 с). Невеликий пакет даних може передаватися по контрольному каналу без виділення окремого каналу. При невеликій кількості каналів контрольний канал може перемикатися в трафіковий для обслуговування викликів, що дозволяє збільшити кількість абонентів в системі.
Типи викликів, підтримувані стандарту МРТ 1327:
- Індивідуальний виклик — Виклик абонента за номером. В залежності від системних налагоджень радіостанція що викликається може автоматично включатися на прийом.
- Груповий виклик — Виклик заздалегідь визначеної групи абонентів. Кожен абонент може належати до кількох груп.
- Мовний виклик — Виклик індивідуального абонента або групи за принципом конференції (один каже — усі слухають).
- Вихід в АТС — Підтримуються вхідні та вихідні виклики місцевих або міських АТС.

Можливості стандарту МРТ 1327 з передачі даних:
- Статусні повідомлення — є можливість обміну 32 статусними повідомленнями, зміст яких повинен бути заздалегідь визначений. Статусні повідомлення передаються по контрольному каналу, що сприяє розвантаженню системи.
- Короткі пакети даних — короткі пакети даних (до 184 біт) можуть передаватися по контрольному каналу. Зазвичай використовується в системах телеметрії, контролю доступу.
- Дані необмеженої довжини — для передачі даних довільного формату та обсягу система виділяє окремий канал.

Додаткові можливості стандарту МРТ 1327:
- Пріоритет — виклики в системі МРТ 1327 можуть мати звичайний або високий пріоритет. При повному завантаженні системи для пріоритетного виклику може бути примусово звільнений один з каналів.
- Негайний виклик — Виклик з максимальним пріоритетом заздалегідь визначеного радіо- або телефонного абонента.
- Підключення до виклику — Підключення третього абонента або групи абонентів до розмови, що вже ведеться між двома і більше абонентами.
- Переадресація виклику — Радіоабонент може переадресувати вхідні дзвінки на мобільного абонента або АТС.

Стандарт МРТ 1327 забезпечує високий рівень безпеки та захисту від несанкціонованого використання. Кожна МРТ 1327-сумісна радіостанція має незмінний індивідуальний код (ESN), що перевіряється при вході в систему. Ретельно контролюється також справність контрольного каналу (вихідна потужність, наявність перешкоди на частоті прийому). При підозрі на несправність контрольним стає інший канал.
На основі стандарту МРТ 1327 можуть бути побудовані багатозонові системи, що робить можливим охоплення транкінговим радіозв'язком великих територій. Передбачені реєстрація радіостанцій при включенні і при переміщенні між зонами. Таким чином, система завжди знає, в якій зоні знаходиться абонент, що сприяє зменшенню часу міжзонового з'єднання. При частковому перекритті зон радіостанція вибере найближчу до неї зону по самому високому рівню контрольного сигналу цієї зони.
Максимальні можливості стандарту МРТ 1327
- до одного мільйона абонентів;
- до тисячі радіоканалів в системі;
- до 24 каналів у зоні;
- до 32000 зон у багатозоновій системі.

Основні виробники базового обладнання
- Rohde & Shwarz
- Motorola
- NOKIA
- Fylde
- Zetron

Основні виробники абонентського обладнання:
- Motorola
- NOKIA
- ICOM
- TAIT